# Эванс, Уильям Дейвис
Уильям Дейвис Эванс (англ. William Davies Evans; 27 января 1790, ферма Масленд, графство Пембрукшир — 3 августа 1872, Остенде) — английский шахматист. В 20—30-х годах был одним из сильнейших шахматистов Лондона. Моряк. Внёс ценный вклад в теорию дебютов. Автор дебютного начала (1824), названого его именем (Гамбит Эванса).